# Winter-Militärweltspiele 2025/Biathlon
Bei den 5. CISM Winter-Militärweltspielen vom 23. bis 30. März 2025 in Luzern und weiterer Umgebung fanden im Goms fünf Wettbewerbe im Biathlon statt. Die gesamte Veranstaltung lief unter dem Motto „Military Champions for Peace“. Die Biathlonwettbewerbe wurden vom 25. bis 28. März 2025 in Goms ausgetragen.

## Programm
| Biathlon CISM Winter-Militärweltspiele 2025 | Biathlon CISM Winter-Militärweltspiele 2025 | Biathlon CISM Winter-Militärweltspiele 2025 |
| Datum                                       | Frauen                                      | Männer                                      |
| ------------------------------------------- | ------------------------------------------- | ------------------------------------------- |
| Dienstag, 25. März                          | Sprint (7,5 km)                             | Sprint (10 km)                              |
| Mittwoch, 26. März                          | Staffel (3×6 km)                            | Staffel (3×6 km)                            |
| Donnerstag, 27. März                        | Mixed-Staffel (4×6 km)                      | Mixed-Staffel (4×6 km)                      |

## Medaillenspiegel

### Nationen
Endstand nach 5 Wettbewerben
| Biathlon CISM Winter-Militärweltspiele 2025 | Biathlon CISM Winter-Militärweltspiele 2025 | Biathlon CISM Winter-Militärweltspiele 2025 | Biathlon CISM Winter-Militärweltspiele 2025 | Biathlon CISM Winter-Militärweltspiele 2025 | Biathlon CISM Winter-Militärweltspiele 2025 |
| Platz                                       | Nation                                      | Gold                                        | Silber                                      | Bronze                                      | Gesamt                                      |
| ------------------------------------------- | ------------------------------------------- | ------------------------------------------- | ------------------------------------------- | ------------------------------------------- | ------------------------------------------- |
| 1                                           | Frankreich                                  | 5                                           | 0                                           | 0                                           | 5                                           |
| 2                                           | Italien                                     | 0                                           | 2                                           | 1                                           | 3                                           |
| 3                                           | Polen                                       | 0                                           | 2                                           | 0                                           | 2                                           |
| 4                                           | Schweiz                                     | 0                                           | 1                                           | 1                                           | 2                                           |
| 5                                           | Estland                                     | 0                                           | 0                                           | 1                                           | 1                                           |
| 5                                           | Österreich                                  | 0                                           | 0                                           | 1                                           | 1                                           |
| 5                                           | Slowenien                                   | 0                                           | 0                                           | 1                                           | 1                                           |

### Männer
| Biathlon CISM Winter-Militärweltspiele 2025 | Biathlon CISM Winter-Militärweltspiele 2025 | Biathlon CISM Winter-Militärweltspiele 2025 | Biathlon CISM Winter-Militärweltspiele 2025 | Biathlon CISM Winter-Militärweltspiele 2025 | Biathlon CISM Winter-Militärweltspiele 2025 | Biathlon CISM Winter-Militärweltspiele 2025 |
| Platz                                       | Athlet                                      | Gold                                        | Silber                                      | Bronze                                      | Gesamt                                      |                                             |
| ------------------------------------------- | ------------------------------------------- | ------------------------------------------- | ------------------------------------------- | ------------------------------------------- | ------------------------------------------- | ------------------------------------------- |
| 1                                           | Éric Perrot                                 | 3                                           | 0                                           | 0                                           | 3                                           |                                             |
| 2                                           | Émilien Claude                              | 2                                           | 0                                           | 0                                           | 2                                           |                                             |
| 3                                           | Fabian Claude                               | 1                                           | 0                                           | 0                                           | 1                                           |                                             |
| 4                                           | Patrick Braunhofer                          | 0                                           | 2                                           | 0                                           | 2                                           |                                             |
| 4                                           | Lukas Hofer                                 | 0                                           | 2                                           | 0                                           | 2                                           |                                             |
| 5                                           | Joscha Burkhalter                           | 0                                           | 1                                           | 1                                           | 2                                           |                                             |
| 6                                           | Didier Bionaz                               | 0                                           | 1                                           | 0                                           | 1                                           |                                             |
| 7                                           | Jakob Kulbin                                | 0                                           | 0                                           | 1                                           | 1                                           |                                             |
| 7                                           | Anton Vidmar                                | 0                                           | 0                                           | 1                                           | 1                                           |                                             |
| 7                                           | Lovro Planko                                | 0                                           | 0                                           | 1                                           | 1                                           |                                             |
| 7                                           | Miha Dovžan                                 | 0                                           | 0                                           | 1                                           | 1                                           |                                             |
| 7                                           | James Pacal                                 | 0                                           | 0                                           | 1                                           | 1                                           |                                             |

### Frauen
| Biathlon CISM Winter-Militärweltspiele 2025 | Biathlon CISM Winter-Militärweltspiele 2025 | Biathlon CISM Winter-Militärweltspiele 2025 | Biathlon CISM Winter-Militärweltspiele 2025 | Biathlon CISM Winter-Militärweltspiele 2025 | Biathlon CISM Winter-Militärweltspiele 2025 | Biathlon CISM Winter-Militärweltspiele 2025 |
| Platz                                       | Athletin                                    | Nation                                      | Gold                                        | Silber                                      | Bronze                                      | Gesamt                                      |
| ------------------------------------------- | ------------------------------------------- | ------------------------------------------- | ------------------------------------------- | ------------------------------------------- | ------------------------------------------- | ------------------------------------------- |
| 1                                           | Lou Jeanmonnot                              | FRA                                         | 3                                           | 0                                           | 0                                           | 3                                           |
| 2                                           | Paula Botet                                 | FRA                                         | 2                                           | 0                                           | 0                                           | 2                                           |
| 3                                           | Chloé Chevalier                             | FRA                                         | 1                                           | 0                                           | 0                                           | 1                                           |
| 4                                           | Natalia Sidorowicz                          | POL                                         | 0                                           | 2                                           | 0                                           | 2                                           |
| 5                                           | Samuela Comola                              | ITA                                         | 0                                           | 1                                           | 1                                           | 2                                           |
| 6                                           | Joanna Jakieła                              | POL                                         | 0                                           | 1                                           | 0                                           | 1                                           |
| 6                                           | Anna Mąka                                   | POL                                         | 0                                           | 1                                           | 0                                           | 1                                           |
| 6                                           | Rebecca Passler                             | ITA                                         | 0                                           | 1                                           | 0                                           | 1                                           |
| 7                                           | Lisa Hauser                                 | AUT                                         | 0                                           | 0                                           | 1                                           | 1                                           |
| 7                                           | Anna Juppe                                  | AUT                                         | 0                                           | 0                                           | 1                                           | 1                                           |
| 7                                           | Dunja Zdouc                                 | AUT                                         | 0                                           | 0                                           | 1                                           | 1                                           |
| 7                                           | Amy Baserga                                 | SUI                                         | 0                                           | 0                                           | 1                                           | 1                                           |
| 7                                           | Lena Häcki-Gross                            | SUI                                         | 0                                           | 0                                           | 1                                           | 1                                           |

## Ergebnisse

### Sieger
| Biathlon CISM Winter-Militärweltspiele 2025 | Biathlon CISM Winter-Militärweltspiele 2025 | Biathlon CISM Winter-Militärweltspiele 2025 |
|                                             | Männer                                      | Frauen                                      |
| ------------------------------------------- | ------------------------------------------- | ------------------------------------------- |
|                                             | Sieger                                      | Siegerin                                    |
| Sprint                                      | Éric Perrot                                 | Lou Jeanmonnot                              |
| Staffel                                     | Frankreich                                  | Frankreich                                  |
| Mixed-Staffel                               | Frankreich                                  | Frankreich                                  |

### Frauen
| Platz | Sportler           | Land | Zeit        | Schießfehler |
| ----- | ------------------ | ---- | ----------- | ------------ |
| 1     | Lou Jeanmonnot     | FRA  | 23:01,8 min | 0+0          |
| 2     | Natalia Sidorowicz | POL  | +21,4 s     | 0+0          |
| 3     | Samuela Comola     | ITA  | +51,7 s     | 0+1          |
| 4     | Anna Juppe         | AUT  | +1:09,1 min | 1+1          |
| 5     | Lisa Hauser        | AUT  | +1:12,6 min | 2+0          |
| 6     | Lena Häcki-Gross   | SUI  | +1:13,9 min | 1+1          |
| 7     | Deedra Irwin       | USA  | +1:15,5 min | 1+0          |
| 8     | Erika Jänkä        | FIN  | +1:15,7 min | 0+0          |
| 9     | Paula Botet        | FRA  | +1:32,3 min | 2+0          |
| 10    | Amy Baserga        | SUI  | +1:43,3 min | 0+2          |

| Platz | Land       | Sportler                                      |
| ----- | ---------- | --------------------------------------------- |
| 1     | Frankreich | Lou Jeanmonnot, Paula Botet, Chloé Chevalier  |
| 2     | Polen      | Natalia Sidorowicz, Joanna Jakieła, Anna Mąka |
| 3     | Österreich | Anna Juppe, Lisa Hauser, Dunja Zdouc          |

### Männer
| Platz | Sportler           | Land | Zeit        | Schießfehler |
| ----- | ------------------ | ---- | ----------- | ------------ |
| 1     | Éric Perrot        | FRA  | 25:25,1 min | 1+0          |
| 2     | Joscha Burkhalter  | SUI  | +1:09,2 min | 1+0          |
| 3     | Jakob Kulbin       | EST  | +1:10,5 min | 0+0          |
| 4     | Patrick Braunhofer | ITA  | +1:13,9 min | 0+0          |
| 5     | Fabien Claude      | FRA  | +1:21,0 min | 1+1          |
| 6     | Anton Vidmar       | SLO  | +1:27,3 min | 0+0          |
| 7     | Lucas Fratzscher   | GER  | +1:28,0 min | 0+2          |
| 8     | Sean Doherty       | USA  | +1:35,2 min | 0+1          |
| 9     | Émilien Claude     | FRA  | +1:42,1 min | 0+3          |
| 10    | Renārs Birkentāls  | LAT  | +1:49,8 min | 1+1          |

| Platz | Land       | Sportler                                       |
| ----- | ---------- | ---------------------------------------------- |
| 1     | Frankreich | Fabien Claude, Éric Perrot, Émilien Claude     |
| 2     | Italien    | Patrick Braunhofer, Lukas Hofer, Didier Bionaz |
| 3     | Slowenien  | Anton Vidmar, Lovro Planko, Miha Dovžan        |

### Mixed
| Platz | Land       | Sportler                                                         | Zeit        | Strafrunden     |
| ----- | ---------- | ---------------------------------------------------------------- | ----------- | --------------- |
| 1     | Frankreich | Paula Botet, Lou Jeanmonnot, Émilien Claude, Éric Perrot         | 1:01:37,4 h | 0+0 0+0 0+0 0+0 |
| 2     | Italien    | Rebecca Passler, Samuela Comola, Patrick Braunhofer, Lukas Hofer | +27,2 s     | 0+1 0+0 0+0 0+0 |
| 3     | Schweiz    | Amy Baserga, Lena Häcki-Gross, James Pacal, Joscha Burkhalter    | +48,5 s     | 0+0 0+0 0+0 0+0 |